# San Nicola da Tolentino (Moroni)
San Nicola da Tolentino è un dipinto a olio su tela realizzato da Giovan Battista Moroni e conservato presso la pinacoteca dell'Accademia Carrara di Bergamo.

## Storia
Non si conosce la committenza dell'opera, le dimensioni la indicherebbero eseguita per una proprietà privata a scopo devozionale, nel periodo bergamasco dell'artista, prima di allontanarsi nei primi anni cinquanta per trasferirsi nel suo paese natale, facendo ritorno a Bergamo solo dopo il 1570. 

La tela era elencata per la prima volta nel catalogo del 1858 della quadreria di Guglielmo Lochis come Ritratto di un santo frate e su tavola,  molto probabilmente la tela del dipinto era attaccata a una tavola, per venirne poi divisa. Alla morte del Lochis gli eredi lasciarono, come da disposizioni testamentarie, parte del patrimonio artistico composto da 500 dipinti, che era conservato nella villa della Crocetta di Mozzo all'amministrazione comunale. Gli eredi acconsentirono, che non potendo il comune gestire in proprio quei beni, venissero trasferiti come Fondazione Lochis nella pinacoteca dell'Accademia Carrara in una sala apposita dove fosse presente il blasone della famiglia. Il preliminare della convenzione fu firmato il 28 aprile 1866. Il quadro entrò quindi a far parte della pinacoteca della Carrara ed esposto nella sala 18, inserito nel catalogo con il titolo di Ritratto.
La tela era inserita in un elenco del 1914 nei dipinti da restaurare da parte di Ponziano Loverini e Luigi Cavenaghi con il titolo di Redentore con la Croce, tavola, restauro che però non fu ritenuto urgente e quindi non seguito..

## Descrizione
La tela non ebbe da subito la giusta intitolazione. Il Frizzoni riteneva raffigurasse sant Antonio da Padova mentre il Berenson lo indicava semplicemente come un Monaco. Alcuni studiosi lo indicherebbero come prodotto dalla scuola del Moroni, tuttavia è considerato dalla maggior parte esatta l'aggiudicazione all'artista come risulta sul catalogo del 1854 del Lochis. 
La tela raffigura un santo giovane, la sua barba infatti è morbida, che indossa l'abito agostiniano. Lo sguardo è fisso, rivolto all'osservatore, con un'espressione bonaria, un invito che il santo fa verso chi lo osserva. Una stella brilla sul suo petto. Tiene nella mano sinistra un giglio e una croce con doppia traversa, e nella destra un libro aperto sulla scritta Precepta patris mei Augustini servavi. L'epigrafe e la rappresentazione non pongono dubbi sull'intitolazione della tela a san Nicola da Tolentino, santo a cui la devozione in Bergamo era molto presente, vi era infatti una cappella dedicatagli in quella che era la più grande chiesa agostiniana della città. Al santo si chiedevano intercessioni taumaturgiche contro la peste, venendo unito a san Sebastiano e san Rocco. 
Il Moroni pone il santo a fianco di un pilastro, dietro di lui un paesaggio che dal collinare si accompagna alle montagne, e che muore dolcemente nel cielo plumbeo striato da nuvole bianche.. I colori della tela sono cupi, spaziano dai marroni ai neri, il bianco del giglio, simbolo di purezza, è una nota chiara sulla tela.